# Anna Maliszewska
Anna Maliszewska, née le 4 juillet 1993, est une pentathlonienne polonaise.

## Biographie
Anna Maliszewska participe aux Jeux olympiques de la jeunesse, en 2010.

## Palmarès
| Discipline/Année                         | 2010 | 2011 | 2012 | 2013 | 2014 | 2015 | 2016 |
| ---------------------------------------- | ---- | ---- | ---- | ---- | ---- | ---- | ---- |
| Jeux olympiques Individuel               | -    | -    | -    | -    | -    | -    | 19e  |
| Championnats du monde seniors Individuel | -    | -    | -    | -    | -    | -    | -    |
| Championnats du monde seniors Équipe     | -    | -    | -    | -    | -    | 1e   | -    |
| Championnats du monde seniors Relais     | -    | -    | -    | -    | -    | -    | -    |
| Coupe du monde seniors Individuel        | -    | -    | -    | -    | -    | -    | -    |
| Championnats d'Europe seniors Individuel | -    | -    | -    | -    | -    | -    | -    |
| Championnats d'Europe seniors Équipe     | -    | -    | -    | -    | -    | -    | -    |
| Championnats d'Europe seniors Relais     | -    | -    | -    | -    | -    | -    | -    |
| Championnats de Pologne Individuel       | -    | -    | -    | -    | 1e   | -    | -    |

Ce palmarès n'est pas complet